# الجباجبة (يريم)

تعديل مصدري - تعديل

الجباجبة هي إحدى قرى عزلة ارياب بمديرية يريم التابعة لمحافظة إب، بلغ تعداد سكانها 317 نسمة حسب تعداد اليمن لعام 2004.